# Yuri Titov
Yuri Titov (Omsk, Rusia, 27 de noviembre de 1935) es uno de los mejores gimnastas artísticos soviéticos ganador de múltiples medallas en Olimpiadas y Mundiales a lo largo de las décadas de 1950 y 1960.

## Década de 1950
Sus mayores triunfos son conseguir en las Olimpiadas de Melbourne 1956 el oro por equipos, plata en barra fija y bronce en la importante competición individual, en la que quedó situado en el podio tras su compatriota el también soviético Viktor Chukarin y el japonés Takashi Ono que consiguió la plata.
Dos años después, en el Mundial de Moscú 1958 consiguió dos medallas de oro en equipo y salto de potro, y cuatro medallas de bronce.

## Década de 1960
En las Olimpiadas celebradas en Roma 1960 y Tokio 1964 consigue varias medallas de plata y bronce, y en el Mundial de Praga 1962 gana tres medallas de plata.